# Kansas City Chiefs 1975
La stagione 1975 dei Kansas City Chiefs è stata la sesta nella National Football League e la 16ª complessiva. Fu anche la prima stagione del capo-allenatore Paul Wiggin che sostituì Hank Stram, l'unico che la squadra avesse mai avuto in precedenza. Su un record di 5-5 il club fu colpito da una serie di infortuni ai giocatori chiave, perdendo tutte le ultime quattro partite e terminando 5-9. L'ultima partita della stagione regolare a Oakland segnò la gara finale delle carriere da Hall of Fame di Len Dawson e Buck Buchanan.

## Roster
| Roster dei Kansas City Chiefs nel 1974 |
| --- |
| Quarterback - 11 Tony Adams - 16 Len Dawson - 10 Mike Livingston Running Back - 27 Woody Green - 31 Jeff Kinneyl - 42 MacArthur Lane - 14 Ed Podolak - 49 Charlie Thomas Wide Receiver - 83 Larry Brunson - 80 Reggie Craig - 85 Barry Pearson Tight End - 84 Billy Masters - 88 Walter White Offensive Linemen - 56 Charlie Ane C - 64 Randy Beisler G - 68 Roger Bernhardt G - 71 Ed Budde G - 77 Charlie Getty T - 70 Jim Nicholson T - 66 Rocky Rasley G - 58 Jack Rudnay C - 62 Bill Story T Defensive Linemen - 86 Buck Buchanan DT - -- Larry Estes DE - 74 Tom Keating DT - 87 John Lohmeyer DT - 79 John Matuszak DE - 81 Marvin Upshaw DE - 99 Wilbur Young DE Linebacker - 50 Tim Kearney - 63 Willie Lanier - 51 Jim Lynch - 57 Al Palewicz - 55 Bill Peterson Defensive Back - 46 Jim Kearney SS - 40 Jim Marsalis CB - 47 Don Martin - 15 Kerry Reardon CB - 20 Mike Sensibaugh FS - 18 Emmitt Thomas CB Special Team - 3 Jan Stenerud K - 44 Jerrel Wilson P              |
| Legenda - I rookie sono in corsivo. - Il primo ruolo è il principale mentre gli eventuali successivi indicano i ruoli secondari. - (IR) sta per Injured Reserve ed indica la lista ristretta per un solo giocatore infortunato che può tornare ad allenarsi dopo la settimana 6 e a rientrare in prima squadra dopo che questa ha giocato 8 partite. - (NF-Inj.) / (NF-Ill.) stanno rispettivamente per Non-Football Injured e Non-Football Illness ed indicano le liste dove viene inserito un giocatore che ha un infortunio o una malattia non dipendente dal football americano. - (PUP) sta per Physically Unable to Perform ed indica la lista dove viene inserito un giocatore mentre è in attesa di recuperare la condizione fisica. Nella stagione regolare dopo la sesta partita giocata dalla propria squadra, il giocatore ha tempo tre settimane per riprendere ad allenarsi, più tre settimane aggiuntive dal suo rientro agli allenamenti per rientrare in prima squadra. |

## Calendario
| Stagione regolare |                   |                        |           |          |
| Turno             | Data              | Avversario             | Risultato | Pubblico |
| 1                 | 21 settembre 1975 | at Denver Broncos      | S 37–33   | 51,858   |
| 2                 | 28 settembre 1975 | New York Jets          | S 30–24   | 73,939   |
| 3                 | 5 ottobre 1975    | San Francisco 49ers    | S 20–3    | 54,490   |
| 4                 | 12 ottobre 1975   | Oakland Raiders        | V 42–10   | 60,425   |
| 5                 | 19 ottobre 1975   | at San Diego Chargers  | V 12–10   | 26,469   |
| 6                 | 26 ottobre 1975   | Denver Broncos         | V 26–13   | 70,043   |
| 7                 | 2 novembre 1975   | Houston Oilers         | S 17–13   | 62,989   |
| 8                 | 10 novembre 1975  | at Dallas Cowboys      | V 34–31   | 63,539   |
| 9                 | 16 novembre 1975  | at Pittsburgh Steelers | S 28–3    | 48,803   |
| 10                | 23 novembre 1975  | Detroit Lions          | V 24–21   | 55,161   |
| 11                | 30 novembre 1975  | at Baltimore Colts     | S 28–14   | 42,122   |
| 12                | 7 dicembre 1975   | San Diego Chargers     | S 28–20   | 46,888   |
| 13                | 14 dicembre 1975  | at Cleveland Browns    | S 40–14   | 44,368   |
| 14                | 21 dicembre 1975  | at Oakland Raiders     | S 28–20   | 48,604   |

## Classifiche
| AFC West           |    |    |   |      |     |      |     |     |     |
|                    | V  | S  | P | %    | DIV | CONF | PF  | PS  | STR |
| Oakland Raiders(2) | 11 | 3  | 0 | .786 | 5–1 | 8–3  | 375 | 255 | V1  |
| Denver Broncos     | 6  | 8  | 0 | .429 | 3–3 | 4–7  | 254 | 307 | S1  |
| Kansas City Chiefs | 5  | 9  | 0 | .357 | 3–3 | 3–8  | 282 | 341 | S4  |
| San Diego Chargers | 2  | 12 | 0 | .143 | 1–5 | 2–9  | 189 | 345 | S1  |